# Estes Industries
Estes Industries (também conhecida por Estes-Cox Corp. ou Estes Rockets) é um fabricante de foguetes para missilmodelismo, com sede na cidade de Penrose, no estado norte-americano do Colorado. 
A empresa fundada em 1958 por Vernon Estes na cidade de Denver, foi a primeira a desenvolver motores de foguete modelo com desempenho consistente e confiável, além de ter desenvolvido uma máquina, chamada de "Mabel", para a produção em série de motores, o que permitiu comercializar o produto final com valores populares. Desta maneira, a empresa tornou-se líder do mercado norte-americano de missilmodelismo.
Em 1978, foi contratada para desenvolver o protótipo do Foguete Vulture, assim como assessorar a produção do seriado Salvage 1. A empresa tinha a intenção de colocar em produção e venda o modelo desenvolvido para o seriado, porém, os testes finais não foram satisfatórios e a empresa nunca lançou, comercialmente, o Vulture.